# Буржуа, Полетт
Полетт Буржуа, фр. Paulette Bourgeois (род. 20 июля 1951, Виннипег, Манитоба) — канадская детская писательница, журналистка. Наибольшую известность приобрела как автор серии книг про черепашонка Бенжамена (в английской версии — Франклин), по мотивам которой был снят детский мультипликационный сериал «Франклин», основанный на иллюстрациях к книге художницы Бренды Кларк. Серия книг про черепашонка вышла тиражом более 60 млн экземпляров, была переведена на 38 языков.

## Биография
Родилась в г. Виннипег, провинция Манитоба. Родом из франкоманитобцев. Получила степень бакалавра по специальности «трудотерапия психически больных» в Университете Западной Онтарио в 1974 г. В течение трёх лет работала психиатром-трудотерапевтом, после чего решила посвятить себя литературе. Изучала журналистику в Карлтонском университете, затем работала корреспонденткой газеты Ottawa Citizen и телеканала CBC. Затем поселилась в столице США г. Вашингтон, где занималась свободной журналистикой, сочиняя статьи для ряда канадских и американских иллюстрированных журналов, включая Reader's Digest и Maclean's. В 1983 г. вернулась в Канаду и поселилась в Торонто. В 2009 г. получила степень магистра в Университете Британской Колумбии по специальности «творческие сочинения» (Creative Writing).
У Полетт Буржуа есть двое взрослых детей — Натали и Гордон, которые также живут в Торонто.

## Черепашка Франклин
После рождения своего первого ребёнка — дочери Натали — Полетт решила написать детскую книгу. Её вдохновил эпизод из 7-го сезона сериала M*A*S*H, где герой Хоки Пирс признаётся в своей клаустрофобии и отказывается идти в пещеру, произнося фразу: «Если бы я был черепахой, я бы боялся своего панциря». В 1986 г. появилась первая книжка из серии, названнаа «Франклин в темноте» с иллюстрациями Бренды Кларк (во французской версии черепашку звали Бенжамен).

## Творчество
Также написала книгу «Изменения в тебе и во мне» (Changes in You and Me) о проблемах подростков и полового созревания, «Килт Омы» (Oma’s Quilt), по мотивам которой был снят короткометражный фильм, «Маленькие сапоги большой Сары» (Big Sarah’s Little Boots) и ряд других.
Также написала для детей ряд нехудожественных книг. Вела колонки в ряде журналов, писала сценарии для документальных фильмов.
В 2003 г. получила степень Члена Ордена Канады. В 2007 г. получила степень почётного доктора права в Университете Западной Онтарио и Почётную премию Канадской ассоциации трудотерапевтов.

## Избранная библиография
- On Your Mark, Get Set …: All About the Olympics Then and Now (1987)
- The Amazing Apple Book (1987)
- The Amazing Paper Books (1989)
- Starting with Space: The Sun (1995)
- Starting with Space: The Moon (1995)
- Oma’s Quilt (2001)